# 黒い賭博師 悪魔の左手
『黒い賭博師 悪魔の左手』（くろいとばくし あくまのひだりて）1966年1月27日に公開された日本の映画である。監督は中平康。カラー作品。主演は小林旭。日活制作。

## 概要
アブダラ3世は世界を支配するために、賭博大学の教授に操られるがままに賭博を国営化し、水爆製造を密かに行なっていた。
そして、氷室を潰すために派遣された賭博師に氷室が立ち向かう黒い賭博師シリーズ最終作。
ラストシーンは中平の意向で、小林旭ら出演者一同が、観客に向かって「今年も日活映画をよろしく!」と挨拶をするものであり、撮影も敢行されたが、日活側から激怒されてカットされたと伝えられる。

## キャスト
- 氷室浩次： 小林旭
- 教授 ：二谷英明
- チョンボ：鈴木やすし（鈴木ヤスシ）
- 晴子：横山道代（横山通乃）
- 春野うらら： 広瀬みさ
- ジャブラ ： 郷鍈治
- 3号： 原泉
- 蒲郡の愛人：浜川智子（浜かおる）
- 親衛隊員：平田大三郎
- 1号 ：天坊準
- ある親分： 加原武門
- 匹田： 弘松三郎
- ある親分：長尾敏之助
- 親衛隊員：瀬山孝司、高緒弘志、押見史郎
- ある組の親分 ：伊丹慶治
- 馬場：晴海勇三
- 刑事： 英原穣二、 小柴隆(小柴尋詩)
- 毛利：玉村駿太郎
- 闇市にいる人： 柴田新三
- 大使館職員 ：桂小かん
- 蒲郡の子分：中平哲仟、熱海弘到、水川国也、永沢伸介
- チューリップを運ぶ少女： 太田慶子
- 大使館職員：ペドロ・フェルナンデス
- アブダラ王：大泉滉
- 2号 ： ジュディ・オング （少年役）
- 蒲郡郷平： 神田隆
- 花田刑事：谷村昌彦

## スタッフ
- 監督 ： 中平康
- 脚本： 小川英、中西隆三
- 企画 ： 児井英生
- 音楽： 伊部晴美

## 同時上映
『この虹の消える時にも』
- 原案：吉田憲二 / 脚本：石森史郎、堀江喜一郎 / 監督：森永健次郎 / 主演：西郷輝彦